# Irina (okręg Satu Mare)
Irina (węg. Iriny) – wieś w Rumunii, w okręgu Satu Mare, w gminie Andrid. W 2011 roku liczyła 561 mieszkańców. 